# Лоб (кратер)
Лоб  (англ. Lob) — метеоритний кратер на Паці — супутнику Урана. Назву кратера затверджено МАСом на честь Лоба — британського збитошного духа.